# Wereldbeker schaatsen 2009/2010 - Ploegenachtervolging vrouwen
De Ploegenachtervolging voor mannen tijdens de wereldbeker schaatsen 2009/2010 begon op 15 november 2009 in Heerenveen en eindigde in maart 2010 eveneens in Heerenveen. Titelverdediger was de Tsjechische ploeg, zij werden opgevolgd door de Canadese ploeg.
Deze wereldbekercompetitie was tevens het kwalificatietoernooi voor de Olympische Winterspelen van 2010.

## 2008/2009 Eindpodium
| Medaille | Land             | Punten |
| -------- | ---------------- | ------ |
| Goud:    | Tsjechië         | 235    |
| Zilver:  | Verenigde Staten | 205    |
| Brons:   | Nederland        | 200    |

## Podia
| Wedstrijd:     | Goud:                                                              | Tijd       | Zilver:                                                         | Tijd    | Brons:                                                             | Tijd    |
| Heerenveen     | Canada Kristina Groves Christine Nesbitt Brittany Schussler        | 3.00,39 BR | Nederland Ireen Wüst Diane Valkenburg Elma de Vries             | 3.02,08 | Rusland Jekaterina Abramova Galina Lichatsjova Jekaterina Sjichova | 3.02,39 |
| Calgary        | Canada Kristina Groves Christine Nesbitt Brittany Schussler        | 2.55,79    | Japan Masako Hozumi Maki Tabata Shiho Ishizawa                  | 2.59,79 | Duitsland Isabell Ost Stephanie Beckert Katrin Mattscherodt        | 3.00,25 |
| Salt Lake City | Rusland Jekaterina Abramova Galina Lichatsjova Jekaterina Sjichova | 2.57,18    | Canada Kristina Groves Christine Nesbitt Cindy Klassen          | 2.57,35 | Duitsland Daniela Anschütz Stephanie Beckert Katrin Mattscherodt   | 2.57,36 |
| Heerenveen     | Canada Kristina Groves Cindy Klassen Brittany Schussler            | 3.02,05    | Duitsland Stephanie Beckert Anni Friesinger Katrin Mattscherodt | 3.03,43 | Japan Masako Hozumi Nao Kodaira Maki Tabata                        | 3.04,58 |

## Eindstand
| #      | Land             | Schaatssters                                                   | HVN | CAL | SLC | HVN | Totaal |
| ------ | ---------------- | -------------------------------------------------------------- | --- | --- | --- | --- | ------ |
| Goud   | Canada           | Groves, Klassen, Nesbitt, Schussler                            | 100 | 100 | 80  | 150 | 430    |
| Zilver | Rusland          | Abramova, Fatkulina, Lichatsjova, Lobysjeva, Sjichova          | 70  | 60  | 100 | 90  | 320    |
| Brons  | Duitsland        | Anschütz, Beckert, Friesinger, Mattscherodt, Ost               | 50  | 70  | 70  | 120 | 310    |
| 4      | Japan            | Hozumi, Ishizawa, Kodaira, Tabata                              | 60  | 80  | 50  | 105 | 295    |
| 5      | Nederland        | Van Deutekom, Groenewold, Valkenburg, Voorhuis, De Vries, Wüst | 80  | 45  | 60  | -   | 185    |
| 6      | Zuid-Korea       | Lee, Noh, Park                                                 | 40  | 50  | 45  | -   | 135    |
| 7      | Verenigde Staten | Raney, Rodriguez, Rookard, Swider-Peltz, Jr.                   | 45  | 32  | 40  | -   | 117    |
| 8      | China            | Dong, Fu, Wang                                                 | 36  | 40  | 32  | -   | 108    |
| 9      | Polen            | Czerwonka, Bachleda-Curuś, Woźniak, Złotkowska                 | 32  | 36  | 36  | -   | 104    |
| 10     | Kazachstan       | Ajdova, Rybakova, Sokirko, Zhigina                             | –   | 28  | 28  | -   | 56     |
| 11     | Tsjechië         | Erbanová, Jirků, Sáblíková                                     | 28  | –   | –   | -   | 28     |
| 12     | Noorwegen        | Bøkko, Haugli, Njåtun                                          | 24  | 0   | –   | -   | 24     |